# Каратал (Костанайская область)
Каратал (каз. Қаратал) — упразднённое село в Узункольском районе Костанайской области Казахстана. В 2014 году населённый пункт был включён в состав села Варваровка. Каратал входил в состав Куйбышевского сельского округа. Код КАТО — 396643200.

## География
К западу от села находится озеро Тенизколь, в 3,5 км к юго-западу — Сулуколь.

## Население
В 1999 году население села составляло 169 человек (86 мужчин и 83 женщины). По данным переписи 2009 года в селе проживало 35 человек (22 мужчины и 13 женщин).